# エイジアプロモーション
株式会社エイジアプロモーション（Asia Promotion co.ltd）は、東京都渋谷区に本社を置く日本の芸能事務所である。2007年10月設立。益若つばさ、高橋メアリージュン、近藤千尋、高橋ユウが所属する。関連会社にモデルエージェンシーの株式会社エイジアクロスと株式会社エイピーエンタテインメントと株式会社エイジアクリエイトがある。タレント数が110人（組）、スタッフ数が26人。

## 所属
関連会社に所属するタレントも記述。

### Model・Actress
- 益若つばさ（エージェント契約）
- 高橋メアリージュン（業務提携）
- 近藤千尋
- 山本舞香
- 高橋ユウ
- ゆきぽよ
- 佐藤かよ
- 島袋聖南
- 林田岬優（業務提携）
- スミス楓
- 天木じゅん（元仮面女子、元アーマーガールズ）
- 高崎かなみ
- 加藤栞
- 瑛茉ジャスミン
- 冨手麻妙
- 小貫莉奈
- ゆみちぃ（木村友美）
- 佐藤乃莉
- 朝日ななみ
- 岡本尚子（元HKT48）
- 木内舞留
- 木本夕貴（元SDN48）
- 佐藤綾衣
- 三浦真椰
- 杉浦楓香
- 小林亜実（元SKE48）
- 上野恵理香
- 日向にこ
- aira
- 杉浦しづき
- 網野安寿
- 殿内虹風
- 平谷佳音
- 杉本愛莉鈴
- 高砂ミドリ
- 池田ゆうな（元BOCCHI。）
- 吉井しえる
- 美輪咲月
- 永田愛実
- 仁科こゆき
- 梅澤遼奈
- 北島かん奈
- 星えのん
- 藍野りな
- 細川愛倫
- 佐野実咲
- 星香
- 晴野宇美
- 大滝樹
- 松本玲奈
- 伊藤詩乃（アンスリューム、元Malcolm Mask McLaren）
- 松田えな（元Malcolm Mask McLaren）
- 渥美かな（元Malcolm Mask McLaren）
- 竹本あいり（元Devil ANTHEM.）
- 米森ありさ
- 竹越くるみ（Devil ANTHEM.）
- 水野瞳（Devil ANTHEM.）
- 安藤楓（Devil ANTHEM.）
- 橋本侑芽（Devil ANTHEM.）
- 塩崎めいさ（Devil ANTHEM.）
- 矢吹寧々（Devil ANTHEM.）
- 花咲みゆ（こみっきゅおん!）
- 四宮るな（こみっきゅおん!）
- 塩崎なづな（こみっきゅおん!）
- 松永すみな（こみっきゅおん!）
- 石浜もも（こみっきゅおん!）

### Actor
- 内藤秀一郎
- 中島健
- 堀丞
- 菅井義久
- 平本りく
- 長島慎治
- 佐藤タダヤス
- ⽣澤天
- 直樹春
- 百蔵充輝
- 青木伸輔
- 結城陽向
- 近澤智

### Talent
- りんごちゃん（業務提携）
- ジョナサン・シガー
- 濱野りれ（業務提携）
- 永瀬ひな
- 麻倉瑞季
- 白石希望
- 佐藤聖羅（元SKE48）
- 尾崎菜々
- 小森未彩
- 大瀧沙羅
- 公野舞華（元こみっきゅおん!）

### Teen・Junior
- 髙橋快空
- 星乃あんな
- 岡井みおん
- 栁澤花
- 心夏
- 古沢わつらふ
- 小柴将真
- 下村光徹
- 中西瞬祐
- 爽空
- 名美泉
- 三月花奈
- 足川結珠
- 小日向希衣
- 上埜れのん
- 春木美彩
- 紺野梨衣花
- 板倉ももか
- 奥野美紗
- 山崎香奈
- 山本梨愛
- 田村真捺
- 伶菜
- 豊川亜咲
- 松本奈千
- 山﨑凜奈
- 小川莉愛
- 山下美優
- 最賀煌

### Artist
- Devil ANTHEM.
- Malcolm Mask McLaren
- こみっきゅおん!
- HAKUSULA
- 雲丹うに（Mirror,Mirror）（業務提携）
- AILI（業務提携）

### AP Entertainment
〈CULTURE〉
- 有坂翔太
- 生駒幸恵
- 伊藤早紀
- 内山友吾
- 川勝良一
- 五月千和加
- 杉山文野
- 関口ケント
- 森光
- 吉岡一成
- わぴちゃん

## 過去に所属していたタレント
- 蒼木るい（スペースクラフトを経て現在フリー）
- 彩瀬ゆる（元COMIQ ON!）
- 安西ひろこ
- 泉はる（現在はボン イマージュ所属）
- 伊藤寧々（元乃木坂46、芸能界を引退）
- 今川宇宙（所属時の名称：天川宇宙）
- 植松優音
- 大倉士門
- 大沢ケイミ[2]（芸能界を引退）
- 大和田南那（元AKB48）
- 岡本莉音
- 小倉ゆうか （所属時の名称：小倉優香）
- 小此木麻里
- 加治まや
- 梶原凪（業務提携）
- 川津明日香
- 木下真愛
- 公野舞華（元COMIQ ON!）
- 黒坂莉那（引退）
- 近藤藍月
- 酒井美佳
- 佐達ももこ
- 佐藤マクニッシュ怜子
- 佐分利眞由奈
- 篠原栞那（元NMB48で現在はフリー）
- 白藤有華
- 鈴木涼美
- 田中杏奈
- 谷遼
- 田母神智子
- 千葉紀佳（現・真田典佳）
- 富永夢有（元NGT48）
- 平日菜向
- 筒井結愛
- 長野じゅりあ
- 仲間リサ
- 中山佳子
- 成松修
- 橋本崇載
- bunting_kiss
- 伴優香
- 平子理沙
- 藤野有理
- 眞木美咲パメラ
- 真白うた（元COMIQ ON!）
- 益田アンナ
- ますぶちさちよ
- 三木秀甫
- 水咲優美
- 美野部りま（元Malcolm Mask McLaren）
- MEGBABY
- 望月京奈
- 矢倉楓子（元NMB48で現在はフリー）
- 柳いろは
- 渡邉翔（現在は舞プロモーション所属）

## 備考
- 2016年（平成28年）、自撮り写真を用いて行ったオーディション「エイジアグループ Presents セルフィーオーディション2016」を開催した。最終選考が都内で開催され、応募総数1万1613人の中から愛媛出身の岡本莉音がグランプリに輝いた。
- 2018年（平成30年）9月5日、当時の代表取締役である村山俊彦が、男性会社役員に対する脅迫容疑で警視庁渋谷署に逮捕された[3]。

## 主な取引先
- 電通
- 博報堂
- アサツーディー・ケイ
- 読売広告社
- 日本放送協会
- 日本テレビ
- TBSテレビ
- フジテレビ
- テレビ朝日
- テレビ東京
- 講談社
- 小学館
- 角川春樹事務所
- 集英社
- 宝島社
- 主婦の友社
- 光文社
- 双葉社
- 扶桑社
- セブン&アイ出版
- 祥伝社
- スポーツ新聞各社
- エイベックス
- ポニーキャニオン
- ユニバーサル・ミュージック
- ソニー・ミュージックエンタテインメント
- ワーナーミュージック・ジャパン
- セブン&アイ・ホールディングス
- コージー本舗
- T-Garden

ほか